# Iosif Ivanovici
Iosif Ivanovici, nato Jovan Ivanović e noto anche come Ion o Ivan (Timișoara, 1845 – Bucarest, 28 settembre 1902), è stato un clarinettista, direttore d'orchestra e compositore rumeno, autore di musica per banda militare e di musica leggera.

## Biografia
La data di nascita di Ivanovici non è certa, ma la maggior parte delle fonti indica l'anno 1845. Da bambino egli ricevette in dono un flauto che imparò a maneggiare da autodidatta. In seguito entrò come "figlio di truppa" nella fanfara del 6º reggimento di fanteria a Galați, ricevendovi lezioni di clarinetto sotto la guida di Alois Riedl. Rivelatosi qui uno degli interpreti più dotati, fu incoraggiato a studiare musica a Iași. Crebbe quindi alla scuola del maestro Emil Lehr, per diventare direttore di molte formazioni musicali militari.
Ivanovici scrisse più di 350 pezzi tra danze e marce, ma resta universalmente famoso per il valzer Valurile Dunării (Donauwellen), titolo italiano Le onde del Danubio (1880).
Ivanovici sarebbe rimasto quasi tutta la vita a Galați, raggiungendo un grado di ufficiale. La sua passione musicale culminò nella nomina alla funzione di ispettore generale della musica militare in Romania nel 1900.
Gli sviluppi della carriera, prese le mosse dal giro delle ensemble militari, gli accesero l'interesse per la composizione, genere che affrontò oscillando dalla musica leggera delle danze alla scrittura di carattere marziale (pezzi per fanfara, marce).
Ivanovici si stabilì nel 1901 a Bucarest dove morì un anno più tardi.

## Opere
Ivanovici ha composto oltre 350 danze (valzer, quadriglie, polche) e marce. La sua opera più nota è il valzer Le onde del Danubio (Valurile Dunării), eseguito con successo per la prima volta all'Esposizione universale di Parigi del 1889, nell'arrangiamento firmato da Emile Waldteufel, che si è goduto un brillante successo fulminante. Quest' opera fu attribuita erroneamente ad altri compositori tra i quali Johann Strauss figlio.

## Onorificenze

### Cittadinanze onorarie
- Cittadino onorario di Timișoara